# August Glucker
August „Ago“ Glucker (* 2. August 1895 in Osterholz bei Kirchheim am Ries; † 1975 in Stuttgart) war ein deutscher Gymnastik- und Sportpädagoge.

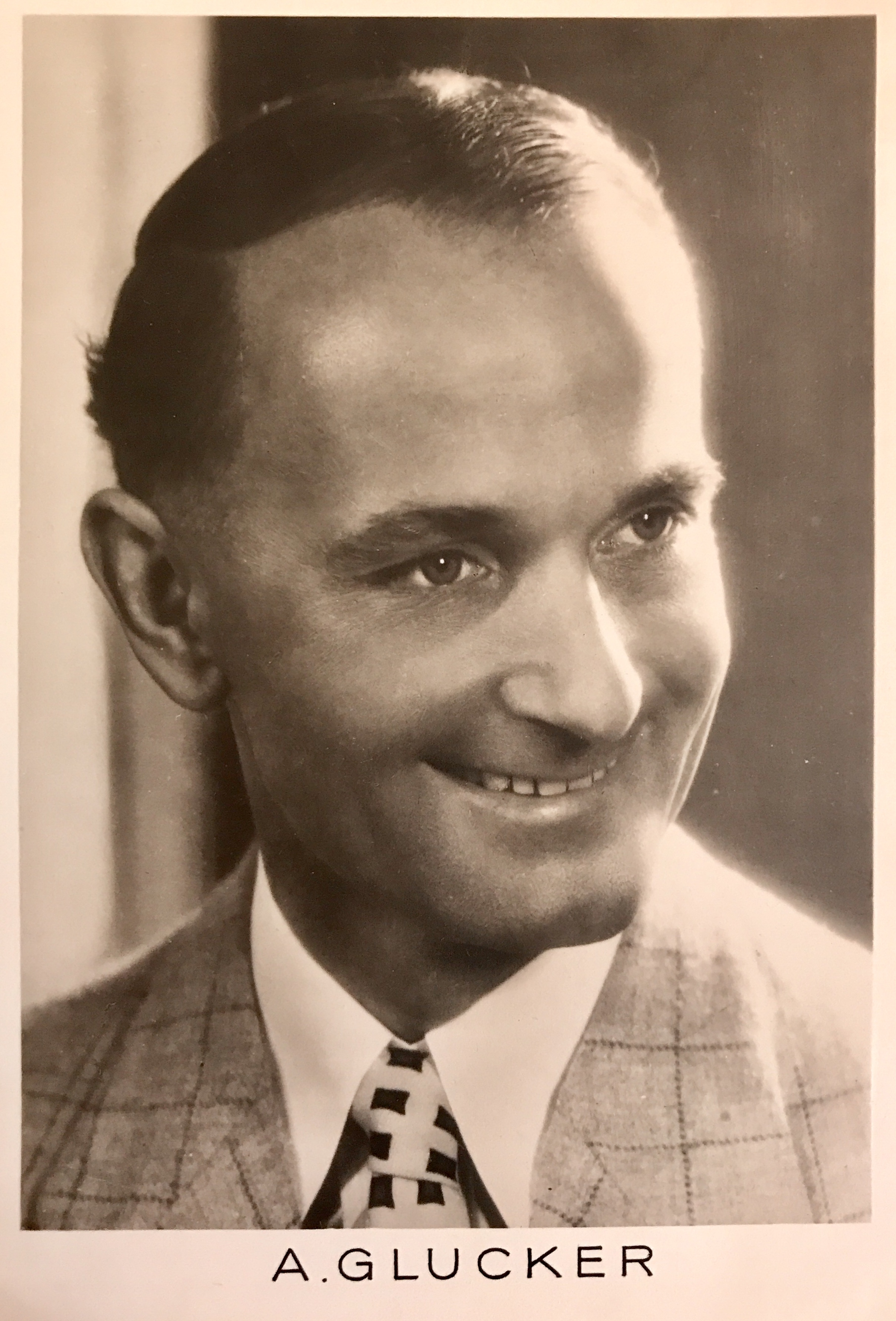
August Glucker – Bildkarte (Fundsache aus dem Archiv der Gluckerschule)

## Leben
Glucker machte 1914 am Realgymnasium Aalen, dem heutigen Schubartgymnasium, Abitur. 1922 gründete er in Stuttgart eine Schule, in der er durch eine „allseitige harmonische Körpererziehung“ und durch eine „auf natürliche Weise ausgiebige Atmung“ den „Menschen als Gesamtheit erfassen“ und „ihn zu körperlich-seelischer Harmonie führen“ möchte. Beeinflusst war er dabei von den zahlreichen Strömungen zu Beginn des 20. Jahrhunderts, die eine Veränderung des Bewegungsverhaltens, eine neue Körperkultur propagierten, die allerdings teilweise zu einer irrationalen Vergötzung des Körpers führte und letztlich auch die rassistische Ideologie der Nationalsozialisten beeinflusste. In einer Vielzahl von Publikationen wirbt Glucker für seine Ideen: „Springseil-Gymnastik“, „Mensch atme!“, „Der gesundheitlich-künstlerische Sprung“, „Schwimmen und Wasserspringen“, „Deine Morgen-Gymnastik“, sind die Titel einiger seiner Bücher.
1931 entwickelt er das sogenannte „Kino-Sportbuch“, das er sich patentieren lässt. Durch das Abblättern einer  Vielzahl von Phasenphotos entsteht eine filmartige Bewegung in der Art des Daumenkinos. Er beschreibt es so: „In dem vorliegenden „Kino-Sportbuch“ ist durch die eigenartige (reichspatentamtlich geschützte) Anordnung der Bilder beim Durchblättern die Übung in lebendiger Bewegung wie an der Film-Leinwand zu sehen. Es ist eine vollkommen natürliche und fließende Wiedergabe der Übungen. Auf diese Weise können auch die schwersten Bewegungsabläufe so klar dargestellt werden, dass sie jeder Laie versteht.“

## Auswahlbibliografie
- August Glucker, Springseil-Gymnastik und Atmung, Stuttgart: Mähler, 1923.
- August Glucker, Mensch atme! – Deine tägliche Gymnastik, Oldenburg: Stalling, 1925.
- August Glucker, Der fliegende Mensch: gymnastische Sprungübungen, Oldenburg: Stalling, 1926.
- August Glucker, Meine Lehrweise – Gymnastik, Luftbäder und Volksgesundheit – Psycho-physiologische Atemübungen – Der Atem – Der gesundheitlich-künstlerische Sprung – Waldes-Rhythmus – Rhythmus und Tanz – Neue Schönheit – Licht, Luft, Leben, in: Die Schönheit – Jahrgang XXII (1926), Heft 9. Dresden: Verlag der Schönheit, 1926.
- August Glucker, Deine Gymnastik, wenn Du älter wirst: für den Mann vom 45. Lebensjahr bis ins hohe Alter; Atem- und Gymnastikübungen; viele Ratschläge über Körperpflege und kluge Lebensführung, Stuttgart: Süddeutsches Verlagshaus [1930]
- August Glucker, Körperschönheit durch Körpertraining: zweckmäßig ineinandergreifende Körperbildung und Körperpflege, nicht einseitiges Muskeltraining, Stuttgart: Süddeutsches Verlagshaus [1930]
- August Glucker, Deine Morgen-Gymnastik; die täglichen Übungen zur Pflege der Gesundheit und Steigerung der Lebensfreude für Mann und Frau, Stuttgart: Süddeutsches Verlagshaus [1930]
- August Glucker, Täglich 5 Minuten Springseil: eine vielseitige Körperschule zur Steigerung der Beweglichkeit, zur Kräftigung von Herz und Lunge, Stuttgart: Süddeutsches Verlagshaus, [ca. 1930].
- August Glucker, Tägliche Gymnastik. Die lebende Schule für alle Übungen mit 187 Photos und Filmbilder, Ravensburg: Otto Maier, 1931 (Kino-Sportbücher, Bd. 1)
- August Glucker, Schwimmen und Wasserspringen; eine lebende Schule, Ravensburg: Otto Maier [1936] (Kino-Sportbücher, Bd. 3)